# Teofane il Recluso
(San Teofane)
Teofane il Recluso, anche conosciuto come Feofan Zatvornik (in russo Феофан Затворник?), al secolo Georgij Vasilievič Govorov (in russo Георгий Васильевич Говоров?; Černavsk, 1815 – Vjša, 1894), è stato un monaco cristiano russo, glorificato come santo dal Concilio Locale della Chiesa ortodossa russa del 1988 tenutosi al Troice-Sergieva Lavra.

## Biografia
Nato nel villaggio di Černavsk, Oblast' di Orël, nella famiglia di un sacerdote locale, fu educato nei seminari di Livny, Orël e Kiev, dove ebbe occasione di visitare numerose volte il Pečerska Lavra. Nel 1841, mentre era ancora studente, prese gli ordini monacali e cambiò il proprio nome in quello di Teofane. Successivamente diventò ieromonaco e iniziò la propria carriera di insegnante, inizialmente nella scuola teologica di Kiev, quindi nel seminario di Velikij Novgorod ed infine nella prestigiosa Accademia Teologica di San Pietroburgo. Dopo essersi recato a Gerusalemme e a Costantinopoli, dove svolse il compito di ambasciatore della Chiesa ortodossa russa, nel 1859 fu nominato vescovo di Tambov e, successivamente, di Vladimir, carica che ricoprì fino al 1866, anno in cui decise di dedicarsi interamente alla stesura di opere letterarie in una cella del monastero di Vjša. Nel 1872 decise inoltre di isolarsi dal mondo, rimanendo permanentemente nella propria cella, senza seguire neppure le funzioni liturgiche con gli altri monaci. Morì nel 1894 dopo una breve malattia.
È conosciuto specialmente come autore di opere letterarie riguardanti la vita spirituale, specialmente aventi ad oggetto il come educare la gioventù alla fede. Ebbe anche un ruolo di primo piano nella traduzione della Philokalia dallo Slavo ecclesiastico al Russo. Quest'ultima è un'importante opera concernente la spiritualità ortodossa, ed è composta da testi scelti di padri della Chiesa russa che scrissero nel XVII e nel XVIII secolo. Un tema persistente è l'evoluzione della vita interiore posta in essere attraverso continue preghiere, la cosiddetta "preghiera incessante" descritta da San Paolo nella sua Prima lettera ai Tessalonicesi.

## Culto
Viene ricordato dalla liturgia ortodossa il 10 gennaio.

## Opere tradotte in italiano
- Teofane il Recluso, La vita spirituale. Lettere, a cura di Marcello Garzaniti, Città nuova, Roma 1989.
- Teofane il Recluso, Lo spirito e il cuore. Pagine scelte, a cura di Tomás Špidlík,  Paoline, Milano, 2003.
- Caritone di Valamo, L'arte della preghiera, Gribaudi, Torino, 1980 (contiene testi di Teofane il Recluso sulla preghiera del cuore).